# Paul Pierson
Paul Pierson (født 1959) er en amerikansk politolog. Han forsker indenfor komparativ velfærdsstatsforskning, politisk økonomi og amerikansk politisk udvikling.

## Udvalgte publikationer
- Winner-Take-All Politics: How Washington Made the Rich Richer--and Turned Its Back on the Middle Class. with Jacob Hacker. Simon & Schuster. 2010. ISBN 978-1-4165-8869-6.{{cite book}}:  CS1-vedligeholdelse: others (link)
- The Transformation of American Politics: Activist Government and the Rise of Conservatism. 2007. Princeton University Press. (edited with Theda Skocpol).
- Off Center: The Republican Revolution and the Erosion of American Democracy. 2005. Yale University Press. (with Jacob Hacker).
- Politics in Time: History, Institutions, and Social Analysis. 2004. Princeton University Press.
- "Imposing Losses in Pension Policy." 1993. In Do Institutions Matter? Government Capabilities in the United States and Abroad. Brookings Institute Press. eds. R. Kent Weaver, and Bert A. Rockman. (written with R. Kent Weaver).
- "Historical Institutionalism in Contemporary Political Science." In Political Science: The State of the Discipline, eds. I. Katznelson and H. Milner. W.W. Norton. (written with Theda Skocpol).
- The New Politics of the Welfare State. 2001. Oxford University Press. (editor).
- "Path Dependence, Increasing Returns, and the Study of Politics." 2000. American Political Science Review 94(2): 251-267.
- "Not Just What, but When: Timing and Sequence in Political Processes." 2000. Studies in American Political Development 14(1): 73-93.
- European Social Policy: Between Fragmentation and Integration. 1995. Brookings Institution Press. (edited with Stephan Leibfried).
- Dismantling the Welfare State? Reagan, Thatcher and the Politics of Retrenchment. 1994. Cambridge University Press.